# Carlos di Laura
Carlos di Laura (Lima, 19 de outubro de 1964) é um ex-tenista profissional peruano.